# Adam Gottlieb Theile
Adam Gottlieb Theile   (Kleineichstädt, 20 de març de 1787 - Weißensee, 21 de juliol de 1848) fou un organista i compositor alemany. A l'edat de setze anys es traslladà a Querfurt freqüentant l'Escola de cant i rebent les lliçons del pianista Fuhrmann, ensems que es familiaritzava amb les composicions de Haydn, de Mozart i de Beethoven. El 1808 aconseguí una feina d'institut i de cantor en la ciutat de Nausitz, però allà hi va romandre poc temps en haver pres la resolució de seguir els cursos de la Universitat de Leipzig. Acabats els seus estudis aconseguí, als vint-i-cinc anys, la plaça d'organista i de professor de música en l'Institut de senyoretes de Weissensee, on hi va romandre fins a la seva mort. Les principals produccions de Theile són: Nou Variacions per a piano, dotze variacions fàcils per a piano; Der lustige Leiermann, col·lecció de retalls per a piano en vuit parts i dividides en dos anys); i diverses peces per a orgue, fetes imprimir en l'espai de vuit anys en el diari publicat per Geissler amb el títol de “Nou museu complet dels organistes”.